# Modder- en muskusschildpadden
De modder- en muskusschildpadden (Kinosternidae) zijn een familie van schildpadden.

## Naam en taxonomie
De wetenschappelijke naam van de groep werd voor het eerst voorgesteld door Louis Agassiz in 1857. De modder- en muskusschildpadden worden verdeeld in twee onderfamilies die door sommige biologen als aparte families worden beschouwd. Er zijn vier geslachten, zes soorten uit het geslacht modderschildpadden (Kinosternon) werden enige tijd tot het niet langer erkende geslacht Cryptochelys gerekend.
Verder zijn er nog een aantal uitgestorven geslachten bekend, zoals Baltemys uit het Eoceen, Xenochelys uit het Mioceen, en Yelmochelys uit het Late Krijt.
Kinosternidae betekent 'Kinosternon- achtigen' en is afgeleid van het geslacht Kinosternon. Deze naam betekent vrij vertaald 'bewegende borst' vanwege het scharnierende buikpantser. In totaal zijn er 31 verschillende soorten, inclusief de pas in 2020 beschreven soort Kinosternon cora.

## Uiterlijke kenmerken
De meeste soorten bereiken een lichaamslengte tot ongeveer tien centimeter. Sommige Midden-Amerikaanse modderschildpadden kunnen echter tot veertig centimeter lang worden en een gewicht bereiken tot tien kilogram.

## Levenswijze

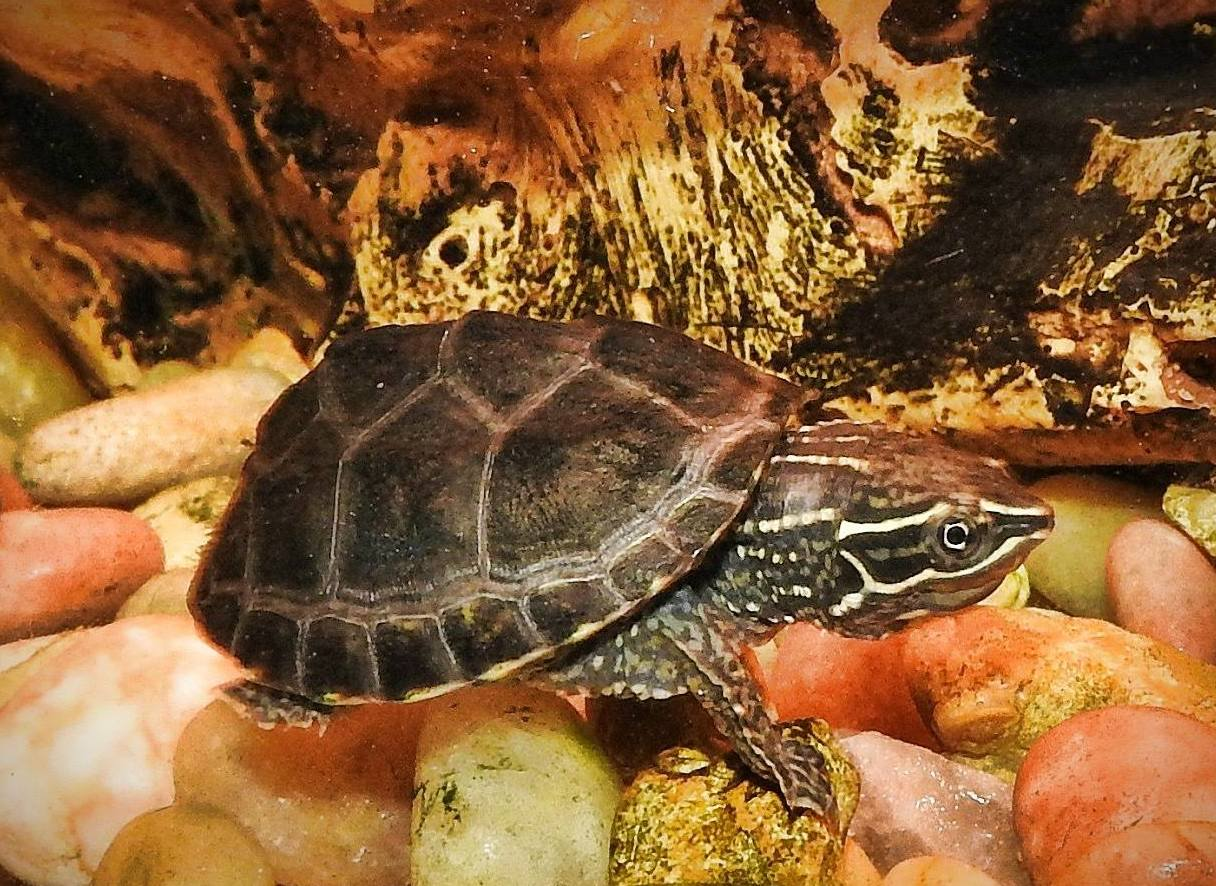
Muskusschildpad (Sternotherus odoratus).

De geslachtsbepaling tijdens de ontwikkeling van de eieren kent verschillende vormen. De soorten uit de geslachten Claudius en Staurotypus maken gebruik van geslachtschromosomen terwijl veel andere soorten de omgevingstemperatuur het geslacht bepaalt. Deze laatste vorm wordt wel temperatuurafhankelijke geslachtsbepaling genoemd. Bij sommige modderschildpadden komen de eieren niet uit als de omstandigheden ongeschikt zijn, deze vertraging in de embryonale ontwikkeling kan bijna een jaar duren.
De modder- en muskusschildpadden zijn meestal vrij sterk aan water gebonden en betreden het land maar sommige komen ook wel aan land om te foerageren of voor de winterslaap. De soorten die in streken leven waar het erg droog kan worden houden een estivatie onder de grond en kunnen tot twee jaar overzomeren. Op het menu staat voornamelijk vlees, zoals kleine kreeftachtigen, insecten, tweekleppigen, kleine visjes, wormen en amfibieën.

## Verspreiding en habitat
De schildpadden komen voor in delen van Noord-, Midden- en noordelijk Zuid-Amerika. De meeste soorten komen voor in Midden-Amerika. De noordelijkst levende soort, de muskusschildpad, komt voor tot in Canada. De habitat bestaat uit vele verschillende typen draslanden zoals moerassen, vennen, veengebieden, rivieren, meren, onderlopen bossen en vijvers. Ook in door de mens aangepaste streken zoals aangelegde vijvers, irrigatiekanalen en greppels kunnen de schildpadden worden gevonden.

## Beschermingsstatus
Door de internationale natuurbeschermingsorganisatie IUCN is aan 24 soorten een beschermingsstatus toegewezen. Elf soorten worden beschouwd als 'veilig' (Least Concern of LC), drie als 'onzeker' (Data Deficient of DD) en drie als 'kwetsbaar' (Vulnerable of VU). Zes soorten hebben de status 'gevoelig' (Near Threatened of NT) en de platte muskusschildpad (Sternotherus depressus) ten slotte staat te boek als 'ernstig bedreigd' (Critically Endangered of CR).

## Indeling
Onderstaand een tabel van de indeling van de modder- en muskusschildpadden, met de auteur, het soortenaantal, het verspreidingsgebied en een voorbeeldsoort met afbeelding.
| Onderfamilie Kinosterninae                          |              |         |                                  |                                                            |                           |
| Naam                                                | Auteur       | Soorten | Verspreidingsgebied              | Voorbeeldsoort                                             | Afbeelding voorbeeldsoort |
| Grootkopmodderschildpadden (Claudius)               | Cope, 1865   | 1       | Midden-Amerika                   | Grootkopmodderschildpad (Claudius angustatus)              |                           |
| Modderschildpadden (Kinosternon)                    | Spix, 1824   | 22      | Noord-, Midden- als Zuid-Amerika | Zuid-Amerikaanse modderschildpad (Kinosternon scorpioides) |                           |
| Onderfamilie Staurotypinae                          |              |         |                                  |                                                            |                           |
| Naam                                                | Auteur       | Soorten | Verspreidingsgebied              | Voorbeeldsoort                                             | Afbeelding voorbeeldsoort |
| Midden-Amerikaanse modderschildpadden (Staurotypus) | Wagler, 1830 | 2       | Midden-Amerika                   | Salvins modderschildpad (Staurotypus salvinii)             |                           |
| Muskusschildpadden (Sternotherus)                   | Gray, 1835   | 6       | Noord-Amerika                    | muskusschildpad (Sternotherus odoratus)                    |                           |